# Galoob
Lewis Galoob Toys, Inc. est une compagnie de jouets connue notamment pour ses Micro Machines ou son accessoire de triche pour les jeux vidéo, le Game Genie.

## Historique
Basée à San Francisco, Galoob a été fondée par Barbara Frankel et Lewis Galoob en 1954.
En septembre 1998, la société est rachetée par Hasbro pour 220 millions de dollars.